# باشگاه فوتبال فرانسوی
باشگاه فرانسوی یک باشگاه فوتبال فرانسوی مستقر در پاریس بود که در سال ۱۸۹۰ تأسیس شد.
در سال ۱۹۰۰، اتحادیه انجمن‌های ورزشی فرانسه (اوسفسا) بازیکنان باشگاه فرانسوی را برای نمایندگی فرانسه در بازی‌های المپیک تابستانی انتخاب کرد. این تیم (با لباس نماینده اوسفسا) پس از دو بازی انجام شده مدال نقره را به دست آورد.
باشگاه فرانسوی اولین باشگاهی بود که توسط شهروندان فرانسوی به جای مهاجران خارجی تأسیس شد. این تیم در تمام مسابقات سازماندهی شده توسط اوسفسا شرکت کرد و به عنوان یکی از مهم‌ترین باشگاه‌های کشور بین سال‌های ۱۸۹۶ و ۱۹۰۴ شهرت یافت و طی آن یک لیگ داخلی، یک جام دوار و شش جام مانیر را به دست آورد.
در سال ۱۹۱۵، باشگاه اوسفسا را ترک کرد تا به اتحادیه لیگ فوتبال بپیوندد، و در طول جنگ جهانی اول در رقابت‌های Challenge de la Renommée برنده شد. باشگاه فرانسوی که از سال ۱۹۱۹ به فدراسیون فوتبال فرانسه وابسته بود، در لیگ فوتبال پاریس شرکت کرد و در سال ۱۹۲۹ و ۱۹۳۰ دو قهرمانی را به دست آورد و یک بار هم در سال ۱۹۳۱ در جام حذفی فرانسه برنده شد.
باشگاه فرانسوی در سال ۱۹۳۲ حرفه‌ای شد و در اولین فصل لیگ ۱ شرکت کرد، اما با پایان یافتن فصل، تیم به لیگ ۲ سقوط کرد. به دلیل مشکلات مالی، باشگاه در سال ۱۹۳۴ مسابقات دسته دوم را رها کرد. بدون هیچ محل برگزاری، باشگاه فرانسوی با باشگاه فوتبال اتلتیک دیونیزیان مستقر در سن دنی ادغام شد. باشگاه جدید به "باشگاه فوتبال اتلتیک دیونیسیان-کلاب" تغییر نام داد و رنگ‌های صورتی و مشکی سنتی خود را نیز ترک کرد.

## افتخارات
محلی
- مسابقات اوسفسا
  - قهرمانی (۱): ۱۸۹۶
- جام حذفی فرانسه
  - قهرمانی (۱): ۱۹۳۱
- جام لاتین کاپیتال
  - نایب قهرمانی: ۱۹۲۹

بین‌المللی
- بازی‌های المپیک
  -  مدال نقره (۱): ۱۹۰۰